# Monopeltis leonhardi
Espèce
Synonymes
- Monopeltis vernayi FitzSimons, 1932

Monopeltis leonhardi est une espèce d'amphisbènes de la famille des Amphisbaenidae.

## Répartition
Cette espèce se rencontre :
- en Afrique du Sud ;
- dans le centre du Botswana ;
- dans le sud-ouest du Zimbabwe ;
- en Namibie.

## Publication originale
- Werner, 1910 : Reptilia et Amphibia. Denkschriften, Medicinisch-naturwissenschaftliche Gesellschaft zu Jena, vol. 16, p. 279-370 (texte intégral).